# Wahlkampfwerbung Wesselmann
Die Wesselmann Werbung GmbH, vormals Wahlkampf Werbung Wesselmann Wattenscheid GmbH, ist ein Dienstleister mit Sitz im Bochumer Stadtteil Wattenscheid (eingetragen unter HRB 1430 beim Amtsgericht Bochum).  Hans-Bernd Wesselmann hatte die Firma Wesselmann am 23. Dezember 1976 gegründet und war bis 1990 Geschäftsführer.
In Deutschland hat Wesselmann bundesweite Bedeutung wegen der zentralen Rolle der mobilen Großflächen in Wahlkämpfen. Wesselmann ist marktführender Anbieter der 3,56 m × 2,52 m großen Sondergroßflächen (DIN 18/1), die im Politjargon als Wesselmänner bezeichnet werden. Bereits in der Auftaktphase der Wahlkämpfe werden sie eingesetzt.
Die Plakate werden von den Parteien geliefert und pro Wahlkampf zusätzlich zu der Grundbeklebung ca. ein- bis zweimal ausgetauscht. Die 1965 gegründete Firma übernimmt in einem Komplettpaket den Auf- und Abbau, die Umplakatierung sowie die abschließende Einlagerung der Großflächen.
Außerhalb der Wahlkämpfe werden die Großflächen ebenfalls genutzt. Dies war unter anderem für die World Games 2005 der Fall.
Mitarbeiter reparieren die Flächen und lagern sie an verschiedenen Stellen in der Bundesrepublik ein. Bei manchen Wahlen werden rund 15 bis 20 Prozent aller Werbeflächen zerstört. Wesselmann ist bei Wahlkämpfen mit bis zu 600 zeitweiligen Mitarbeitern und ca. 150 Fahrzeugen in über 120 Außenstellen im Einsatz.